# El Tuc
El Tuc és una muntanya de 2.059 metres que es troba al municipi d'El Pont de Suert, a la comarca catalana de l'Alta Ribagorça.